# Dolny Młyn
Dolny Młyn (niem. Niedermühle, Hasenmühle) – osada w Polsce położona w województwie kujawsko-pomorskim, w powiecie świeckim, w gminie Bukowiec.
W latach 1975–1998 miejscowość należała administracyjnie do województwa bydgoskiego.